# Chiesa di Santa Maria della Neve (Travedona Monate)
La chiesa di Santa Maria della Neve è la parrocchiale di Monate, frazione del comune sparso di Travedona Monate, in provincia di Varese e arcidiocesi di Milano; fa parte del decanato di Besozzo.

## Storia
L'oratorio dedicato a Santa Maria ad Nives venne eretto a Monate nella seconda metà del XIV secolo accanto alla chiesa parrocchiale di San Martino. Per volere del vescovo di Bergamo Branchino Besozzi, promotore della costruzione dell'edificio, il 13 gennaio 1396 fu istituito un capitolo con un arciprete e quattro canonici.
Negli atti relativi alla visita pastorale del 1748 dell'arcivescovo di Milano Giuseppe Pozzobonelli alla chiesa dei Santi Vito e Modesto di Travedona si legge che l'oratorio di Monate era dipendente dalla chiesa di Travedona; tale situazione fu confermata con la visita del cardinale Andrea Carlo Ferrari del 1898.
L'anno seguente, con un decreto del 24 marzo, lo stesso cardinale Ferrari istituì la parrocchia di Santa Maria della Neve. Tra il 1971 e il 1972, in seguito alla riorganizzazione territoriale dell'arcidiocesi voluta dall'arcivescovo Giovanni Colombo, la parrocchia confluì nel decanato di Besozzo, nato dalla trasformazione del precedente omonimo vicariato.
Tra il 2008 e il 2009 la chiesa fu sottoposta ad un restauro conservativo, consistito nel recupero dei frammenti di affreschi; nell'occasione fu ricollocato al centro del presbiterio l'antico altare maggiore in muratura.

## Descrizione

### Esterno
La chiesa è costruita in stile gotico lombardo tardo trecentesco con un'aula suddivisa in due ambienti rettangolari: la navata, rivolta verso ovest e coperta con soffitto a cassettoni, e il presbiterio di forma quadrata, a est. A completare la pianta a L della chiesa, sul lato sud è presente il locale destinato a sagrestia.
Esternamente l'edificio misura 26×14,30 m, mentre la navata ha dimensioni pari a 19,40×9,75 m e un'altezza di 9 m.
L'unica decorazione visibile all'esterno è una cornice in cotto che gira intorno all'intero edificio. La facciata, orientata verso ovest, è caratterizzata dal portale in stile romanico, sormontato da un rosone e da un'apertura a forma di croce greca.
Nel 1777 fu innalzato, sopra la sacrestia, un piccolo campanile in sostituzione di quello eretto sulla sommità della facciata e demolito a causa di problemi dovuti a importanti infiltrazioni d'acqua alla fine del XVIII secolo.

### Interno
All'interno in passato si trovavano affreschi raffiguranti santi e scene del Nuovo Testamento, di cui oggi rimangono solo poche tracce.